# Quinta categoría de fútbol en Uruguay
Se considera en este artículo como quinta categoría aquella divisional que ocupe en su momento el quinto escalón dentro de la estructura de competición de la Asociación Uruguaya de Fútbol.
Con la proliferación de equipos en los diversos barrios de Montevideo, se fueron creando mas categorías para poder abarcarlos a todos. A partir de 1948 y hasta 1966, la Divisional Extra "B" (una sub-división de la Divisional Extra) cumplió el papel de torneo de quinta categoría del fútbol uruguayo. Este torneo fue remplazado en 1968 por la Divisional de Ascenso a la Extra, que se disputó hasta 1971. Posteriormente la dictadura civico-militar que sufrió el país en esa época tuvo consecuencias nefastas para los equipos de fútbol barriales, y muchos clubes desaparecieron. Desde entonces la estructura se ha limitado a 3 o 4 niveles de competencia dependiendo de la época.

## Historia
Entre 1948 y 1966, cuando la cantidad de equipos en la Extra fue demasiada, se crearon categorías inferiores dentro del sistema de la Extra. Así se creó la Divisional Extra "B", también conocida como Serie B, la cual poseía ascensos y descensos directos con la Extra A. También existió la Extra C en 1966. En 1967 no hubo competencia. En 1968 la Extra B y la Extra C se fusionaron, creando la "Divisional de Ascenso a la Extra" que duró desde 1968 a 1971.
Debido a ser una categoría de ascenso profundo, la información fidedigna sobre estas competencias es escasa.

## Campeones de quinta categoría

### Títulos por año

#### Divisional Extra "B"(1948-1966)
| Divisional Extra "B" (quinta categoría, con ascensos a Extra "A") |  |                      |                                                                     |
| Año                                                               |  | Campeón              | Otros ascendidos a Extra "A"                                        |
| 1948                                                              |  | Rentistas            | Basáñez y Pablo Pérez                                               |
| 1949                                                              |  | Tellier              |                                                                     |
| 1950                                                              |  | Mar de Fondo         |                                                                     |
| 1951                                                              |  | Fantasma             |                                                                     |
| 1952                                                              |  | Edison Huracán Buceo | Defensa y Montevideo Olimpia                                        |
| 1953                                                              |  | Defensa              | San Lorenzo Unión                                                   |
| 1954                                                              |  | Platense             | Boston River, Maroñas y Misterio                                    |
| 1955                                                              |  | Fraternidad          |                                                                     |
| 1956                                                              |  | San Borja            | El Puente                                                           |
| 1957                                                              |  | Expreso              |                                                                     |
| 1958                                                              |  | Villa Española       |                                                                     |
| 1959                                                              |  | El Tanque            |                                                                     |
| 1960                                                              |  | Ipiranga             |                                                                     |
| 1961                                                              |  | Defensa              |                                                                     |
| 1962                                                              |  | La Picada            | Huracán                                                             |
| 1963                                                              |  | Lucero               | Florencia y Misterio                                                |
| 1964                                                              |  | Alto Perú            |                                                                     |
| 1965                                                              |  | El Puente            | Félix Olmedo, Lavalleja, Porvenir, Samuel Benedetti y Unión Vecinal |
| 1966                                                              |  | Atletic Celta        | Centella                                                            |

Notas
1. ↑  Nombre temporal de Huracán Buceo. En la final de 1952 (disputada en el Estadio Centenario) venció a Platense por 3-1.

#### Divisional de Ascenso a la Extra(1968-1971)
| Historial de la Divisional de Ascenso |  |               |                                                              |
| Año                                   |  | Campeón       | Otros ascendidos a Extra                                     |
| 1968                                  |  | Mirador       | Independiente, Ipiranga, Olímpico Duilio y Sportivo Italiano |
| 1969                                  |  | Puerto Nuevo  |                                                              |
| 1970                                  |  | Salus         | Villa Teresa, Misterio y Puerto Nuevo                        |
| 1971                                  |  | Atletic Celta | Florencia y El Puente                                        |

### Títulos por equipo
| Campeones de la Quinta Categoría |                |         |                      |      |
| Pos.                             | Equipo         | Títulos | Divisional Extra "B" | 1971 |
| 1°                               | Rentistas      | 1       | 1948                 |      |
| =                                | Huracán Buceo  | 1       | 1952                 |      |
| =                                | Boston River   | 1       | 1954                 |      |
| =                                | Villa Española | 1       | 1958                 |      |
| =                                | El Tanque      | 1       | 1959                 |      |
| =                                | Alto Perú      | 1       | 1965                 |      |
| =                                | Athletic Celta | 1       | 1966                 |      |